# Монастырь Плетерешть
Монастырь Плетерешть - православный монастырь , находящийся в каноническом подчинении Слободзейско-Кэлэрашского епископата. Монастырь был основан владыкой Валахии Матеем Басарабом и его женой Элиной в 1632 году, каменная церковь монастыря была построена между 1642-1646 годами им же, освящена 3 апреля 1646 года.
Монастырь расположен в южной части Платарешт , уезд Кэлэраш, на террасе реки Дымбовица, после её слияния с рекой Колентиной , примерно в 20 км к юго-востоку от Бухареста и в 15 км от монастыря Черница .
Архитектурный ансамбль монастыря Плетерешть был объявлен историческим памятником в 1915 году, в настоящее время включен в список исторических памятников Каларашского уезда как памятник архитектуры национального значения. Монастырский ансамбль состоит из: Храма во имя Святого великомученика Меркурия, Царского дома, келий, пристроек и крепостной стены, включенных в список исторических памятников.
В легендах о возникновении монастыря упоминаются два основных варианта. Согласно первому варианту, монастырь был построен в память о битве с татарами , которые поддержали Раду Илиаша, когда Матей Басараб принял княжение в 1632 году. Второй гласит, что Матей Басараб построил монастырь в память о победе, одержанной над Василе Лупу при Ненишори в октябре 1639 года. Возможно, оба варианта верны, в том смысле, что после битвы 1632 г. Матей Басараб основал монастырь, а после победы в 1639 г. построил каменную церковь монастыря.
Деятельность монастыря несколько раз прерывалась на протяжении его истории, когда он приходил в упадок и восстанавливался. В советское время помещения нынешнего монастыря были преобразованы властями в исправительное учреждение для женщин или лечебницу для душевнобольных.
Епархия Слобозия и Калараш в 2000 году восстановила монастырь как женский, а в 2004 году преобразовала его в монашеский монастырь. С 1 сентября 2009 года монастырь снова стал женским, и этот статус он имеет и по сей день.
Монастырь Плетерешть получил важное историческое и родовое значение благодаря росписи в притворе и четырём царственным иконам покровителя, сохранившимся в своем первоначальном виде со времен Матея Басараба. Это, кроме монастыря Арнота, единственный монастырь, основанный Матеем Басарабом, в котором сохранились оригинальные фрески XVII века.
После начала строительства Матей Басараб посвятил монастырь своей победе над Василе Лупу в октябре 1639 года, после того как последний попытался поставить во главе Валахии своего сына. Вероятно, в 1632 году Матвей Басараб основал монастырь, а после его победы в 1639 году построил каменный храм монастыря.
Этот монастырь является живой памятью о Валахии с её последнего подлинного периода перед печальным концом восстания сейменов и домобранцов.

## Фотогалерея

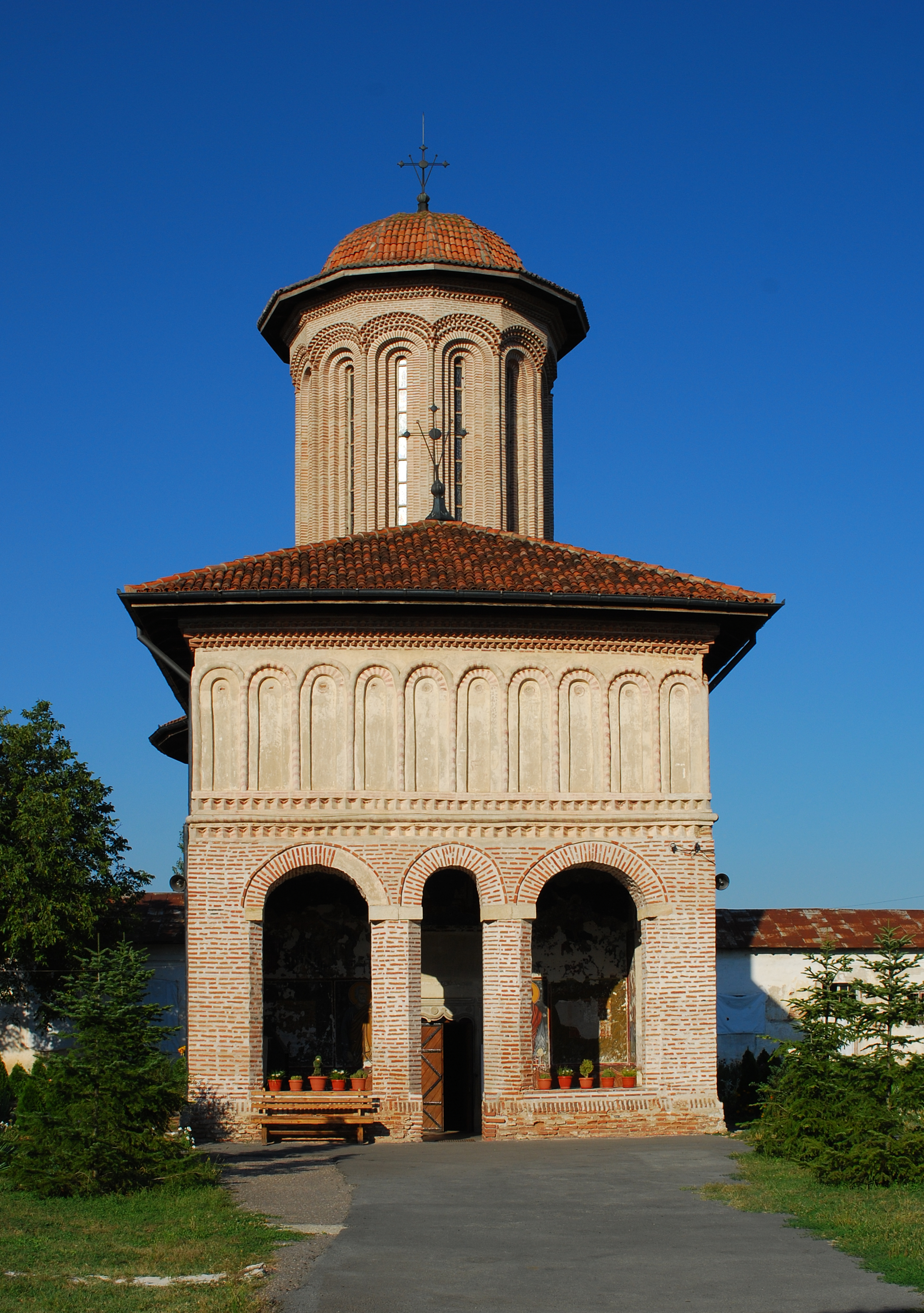
монастырская церковь
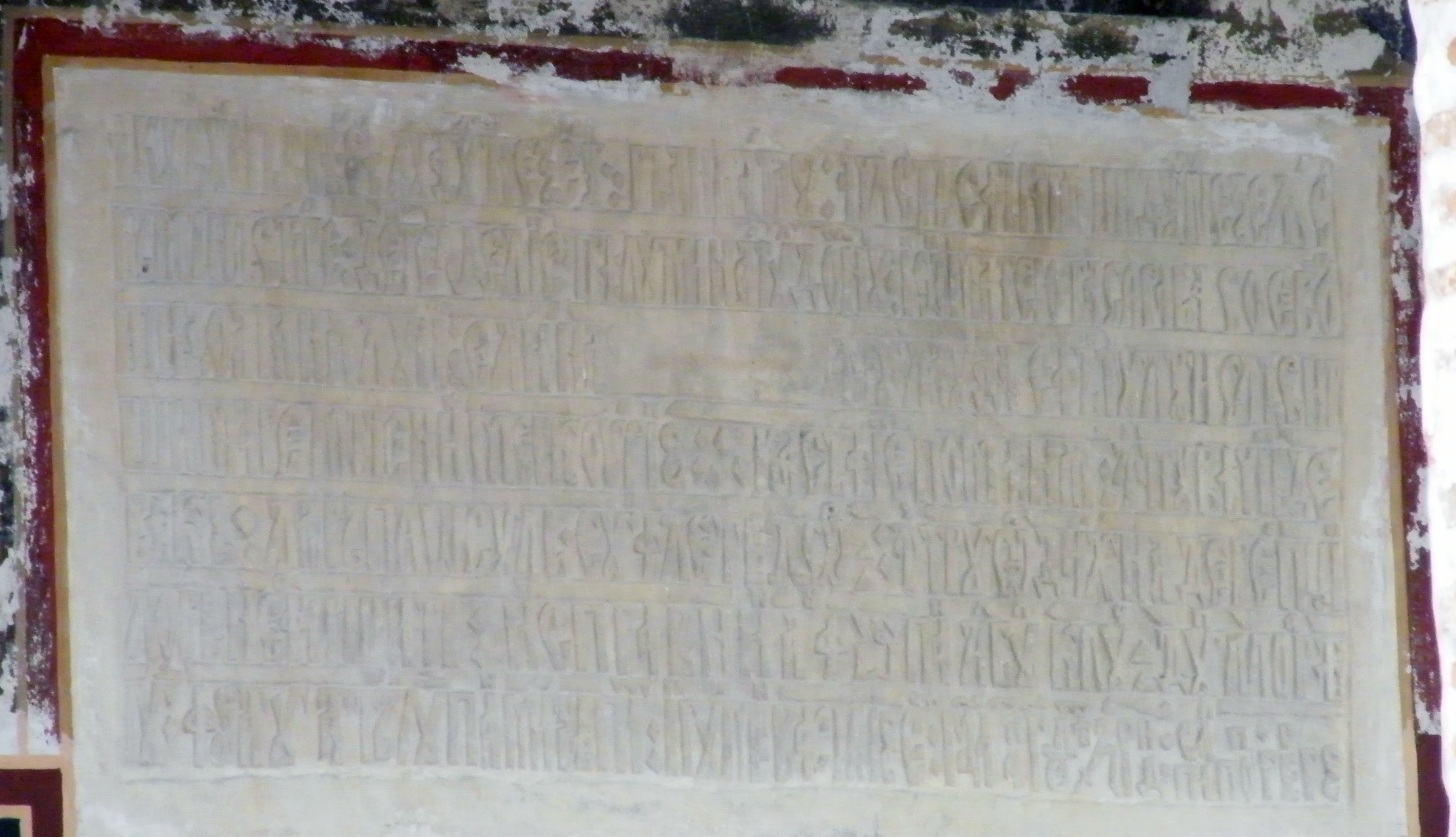
оригинал монастырская грамота Матея Басараба
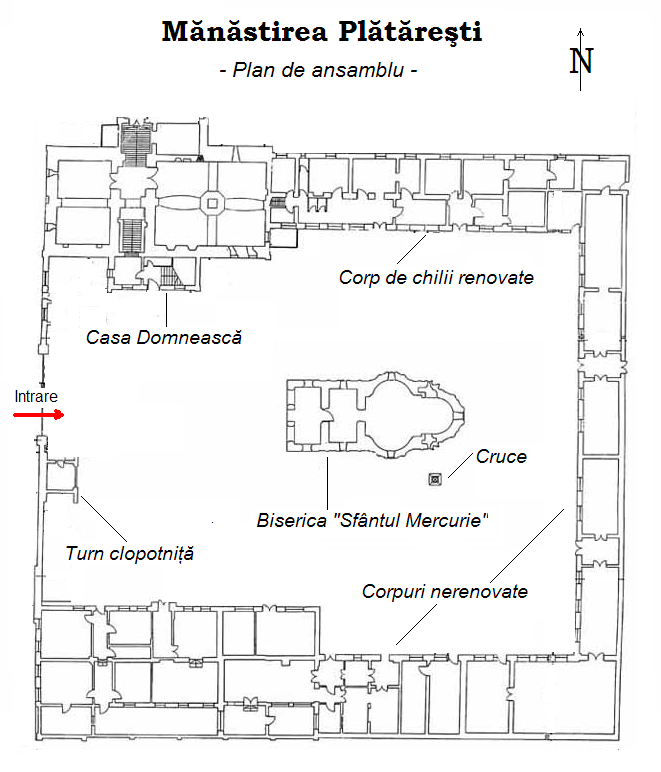
план монастыря
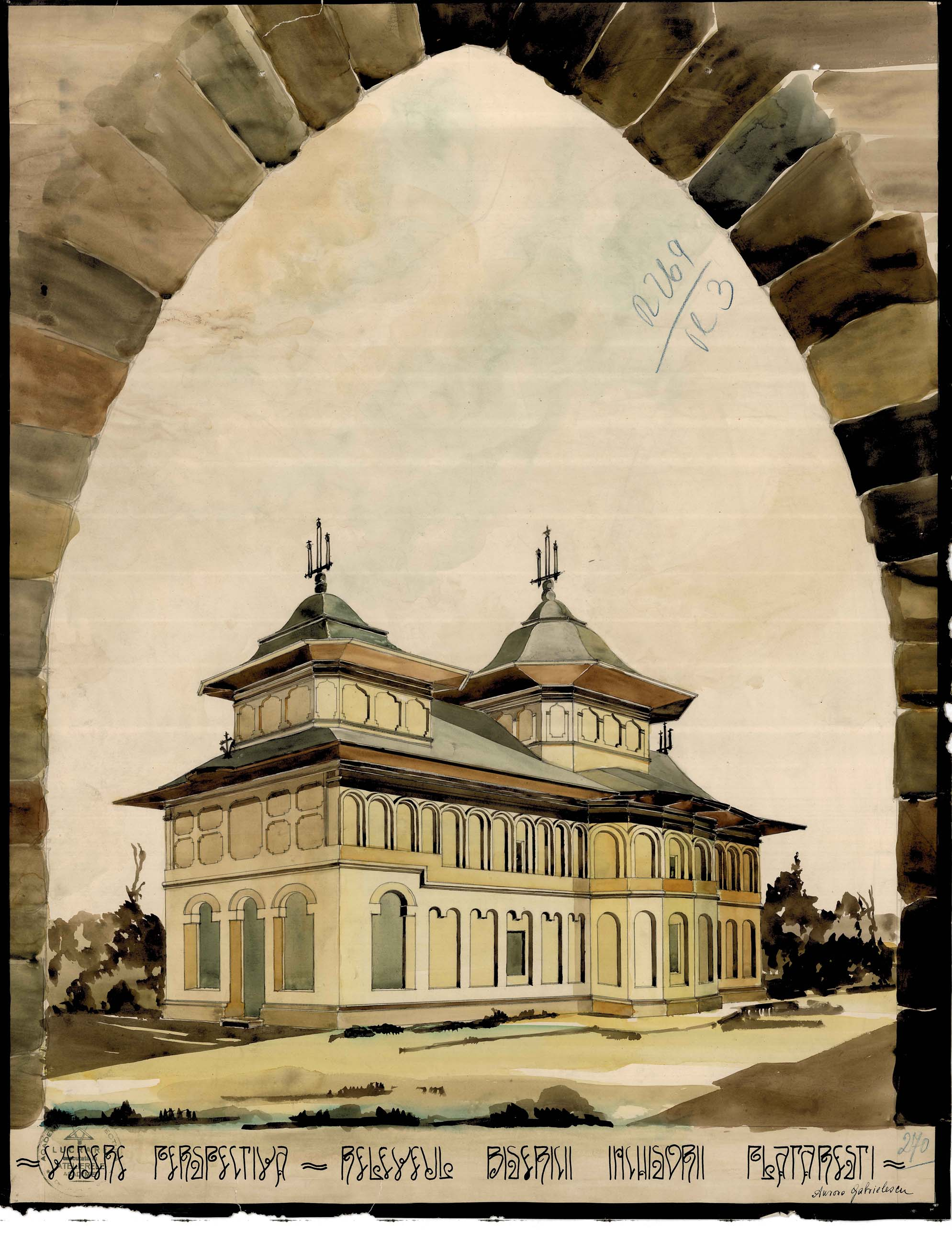
чертеж монастырской церкви 1936 г.
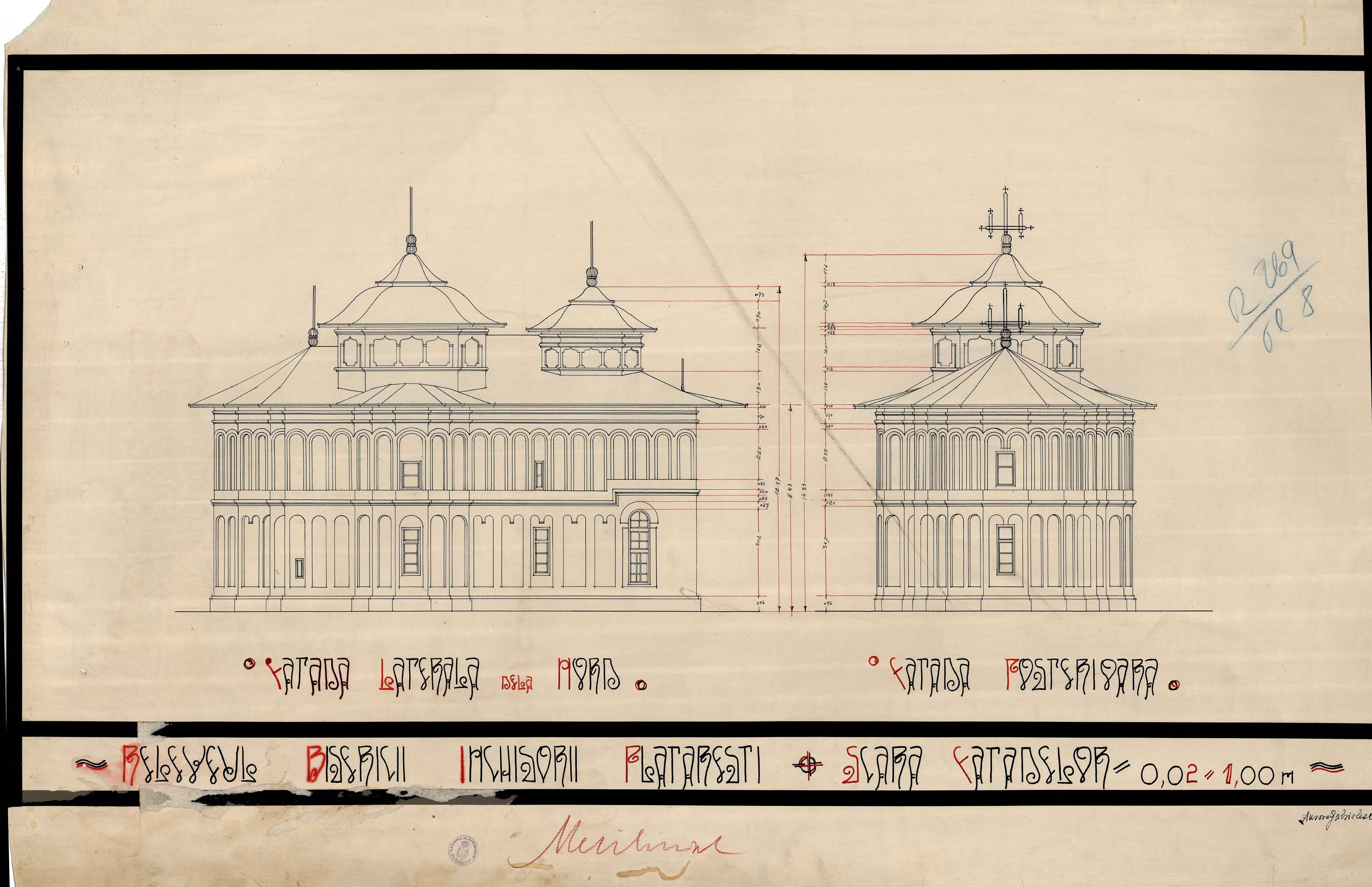
чертеж монастырской церкви 1936 г.